# Branle de Saint-Elme

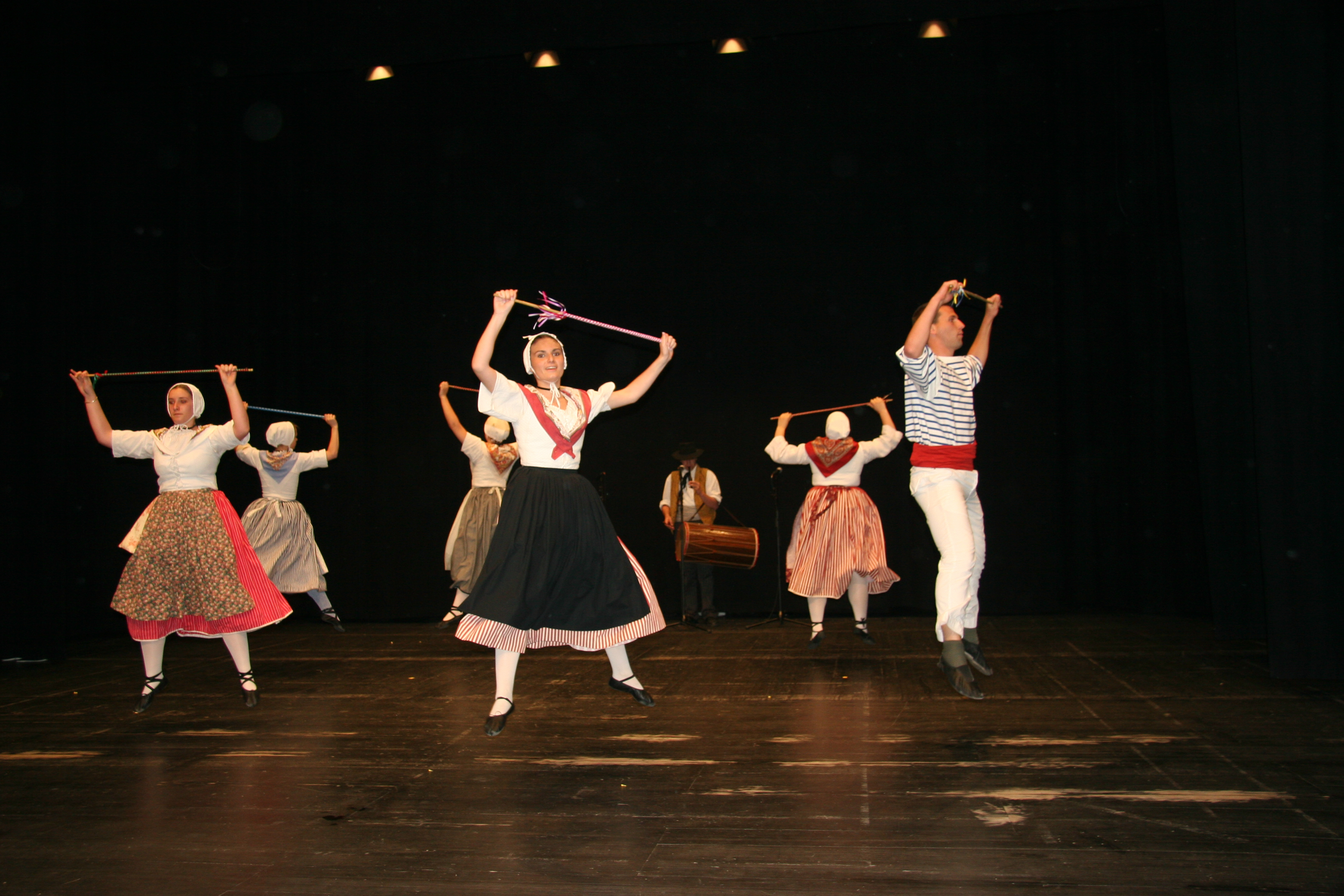
Une des figures du branle de Saint-Elme

Le branle de Saint-Elme est une danse traditionnelle spécifique à la corporation des marins de Marseille. Primitivement, jusqu'en 1700, ce branle en l'honneur de saint Elme, fut un grand défilé dans la cité phocéenne qui se déroulait annuellement et attirait nombre de spectateurs étrangers. Sans doute interdit, le branle refit son apparition et fut pratiqué, en présence d'un prêtre, avant chaque baptême d'un bateau et sa mise à flot. C'est actuellement l'une des plus célèbres danses folkloriques provençales avec la farandole. 

## Danse des marins et de leurs épouses
En se basant sur l'Histoire de la ville de Marseille que Louis Antoine de Ruffi publia en 1696, Louis-Antoine-François de Marchangy, écrivait en 1825 : « La fête de saint Lazare attire à Marseille un nombre infini d'étrangers, curieux de voir le branle de saint Elme. Ce branle est une danse de tous les garçons et de toutes les filles de petit état, qu'on habille le plus magnifiquement possible. La ville leur fait faire des vêtements de brocard, et les dames de Marseille se font un plaisir de prêter à cette pauvre et honnête jeunesse des parures du plus grand prix. Telle chambrière, tel artisan, porte des perles et des pierreries pour plus de trois ou quatre cent mille francs, et il est notoire que jamais dans cette confusion de tant de richesses, il ne s'est rien perdu ou larronné. On ne saurait dire combien le branle de saint Elme cause d’allégresse à toute la ville lorsqu'il défile au son des tambours. ». Puis il indique que le branle de saint Elme eut lieu jusqu'au commencement du XVIIIe siècle. 
C'est ce que signalent Diderot et d'Alambert dans leur Encyclopédie : « Branle de Saint Elme, fête qui se célébroit autrefois à Marseille la veille de Saint Lazare. On choisissoit les plus beaux garçons & les filles les mieux faites ; on les habilloit le plus magnifiquement qu'on pouvoit ; cette troupe représentoit les dieux de la fable, les différentes nations, et, elle étoit promenée dans les rues au son des violons & des tambours. Cette mascarade s'appelloit le branle de saint Elme. ». Philippe Le Bas, dans son Dictionnaire encyclopédique de l'Histoire de France, confirme : « Cette fête a été supprimée vers l'an 1700. ».  
Le branle de Saint-Elme renaquit pourtant lors de la mise à l'eau de chaque nouveau bateau,,. D'un défilé des plus beaux pêcheurs et les plus accortes poissonnières, il devint un jeu entre les marins et leurs épouses, un jeu où danseurs et danseuses ont un rôle égal.

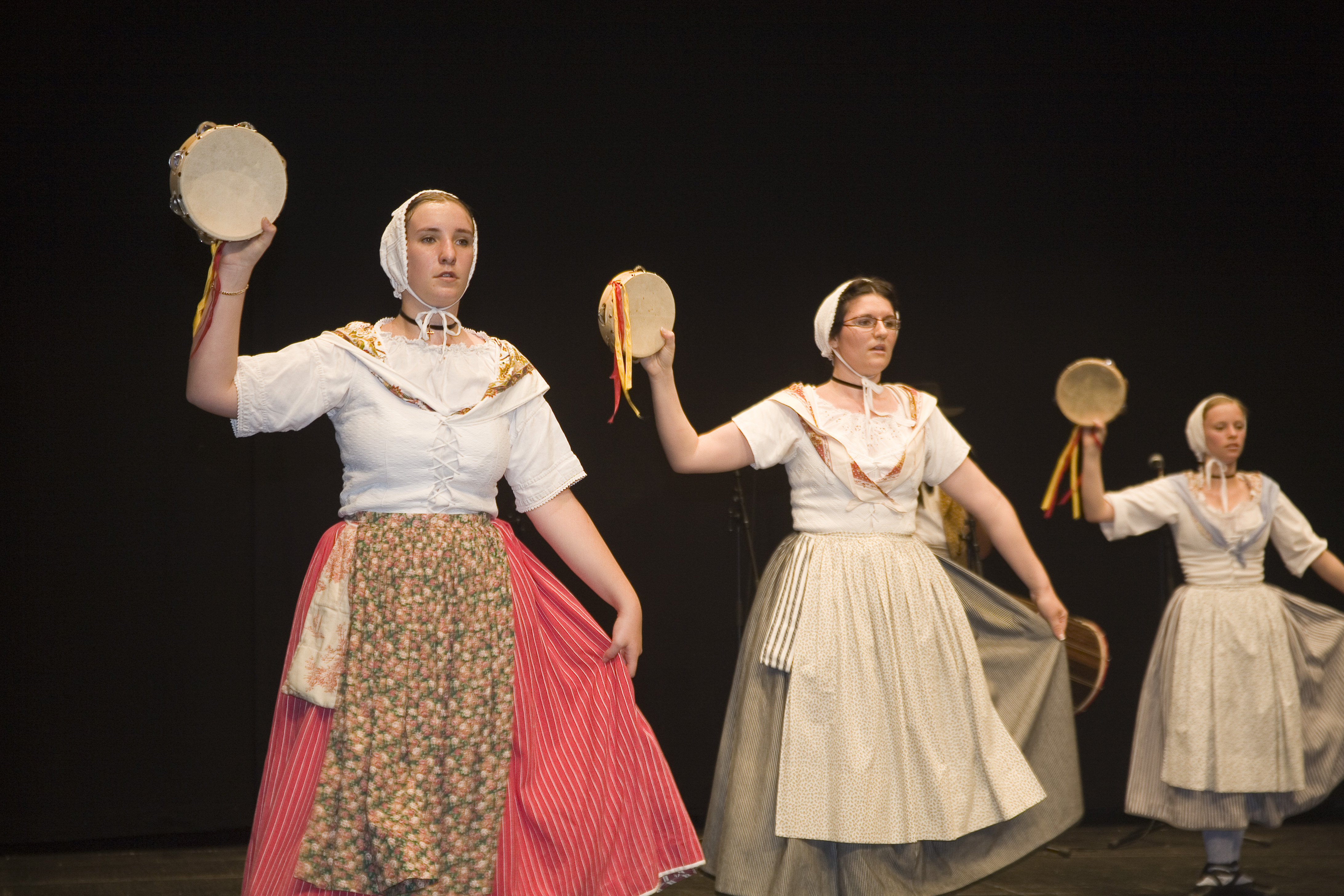
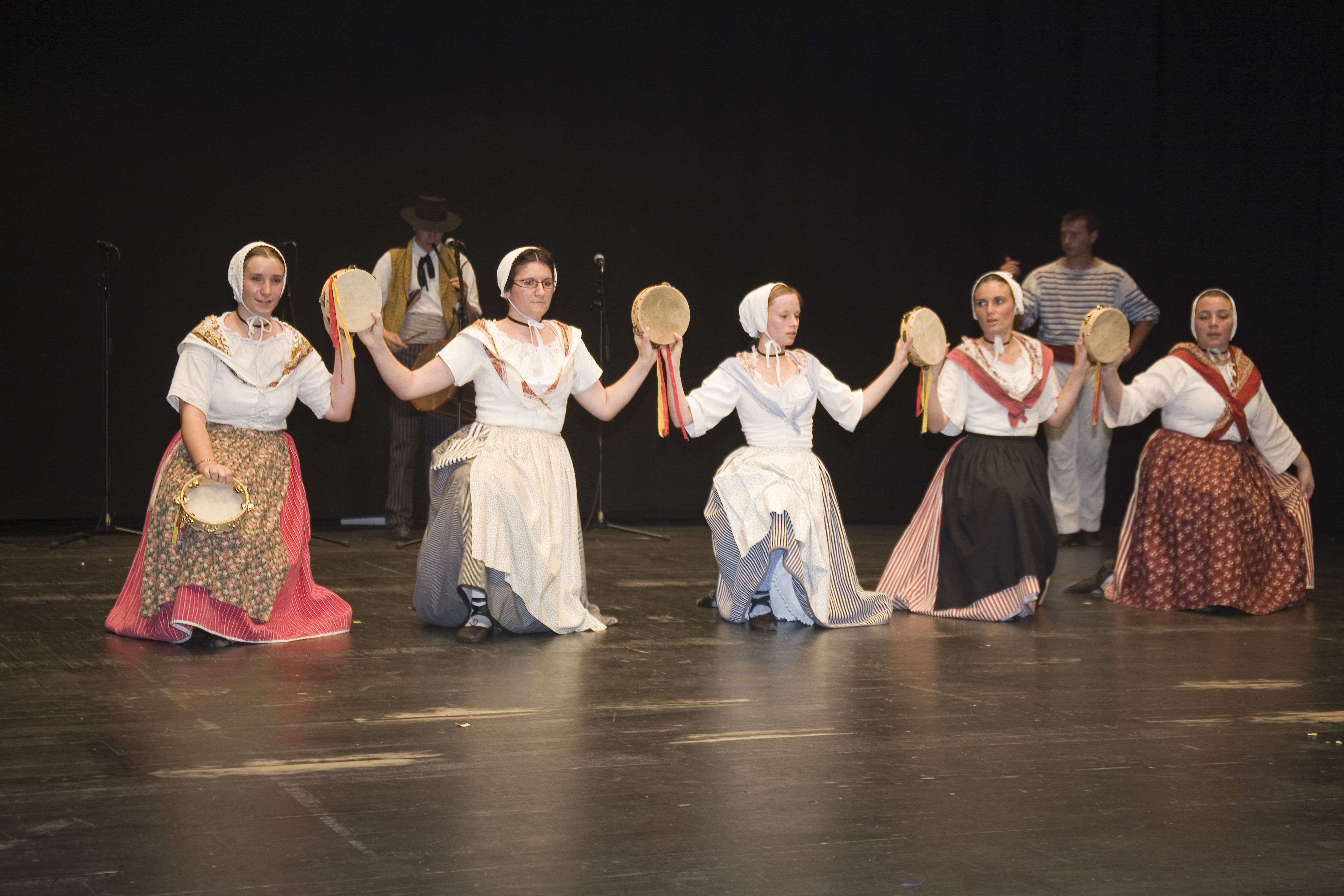
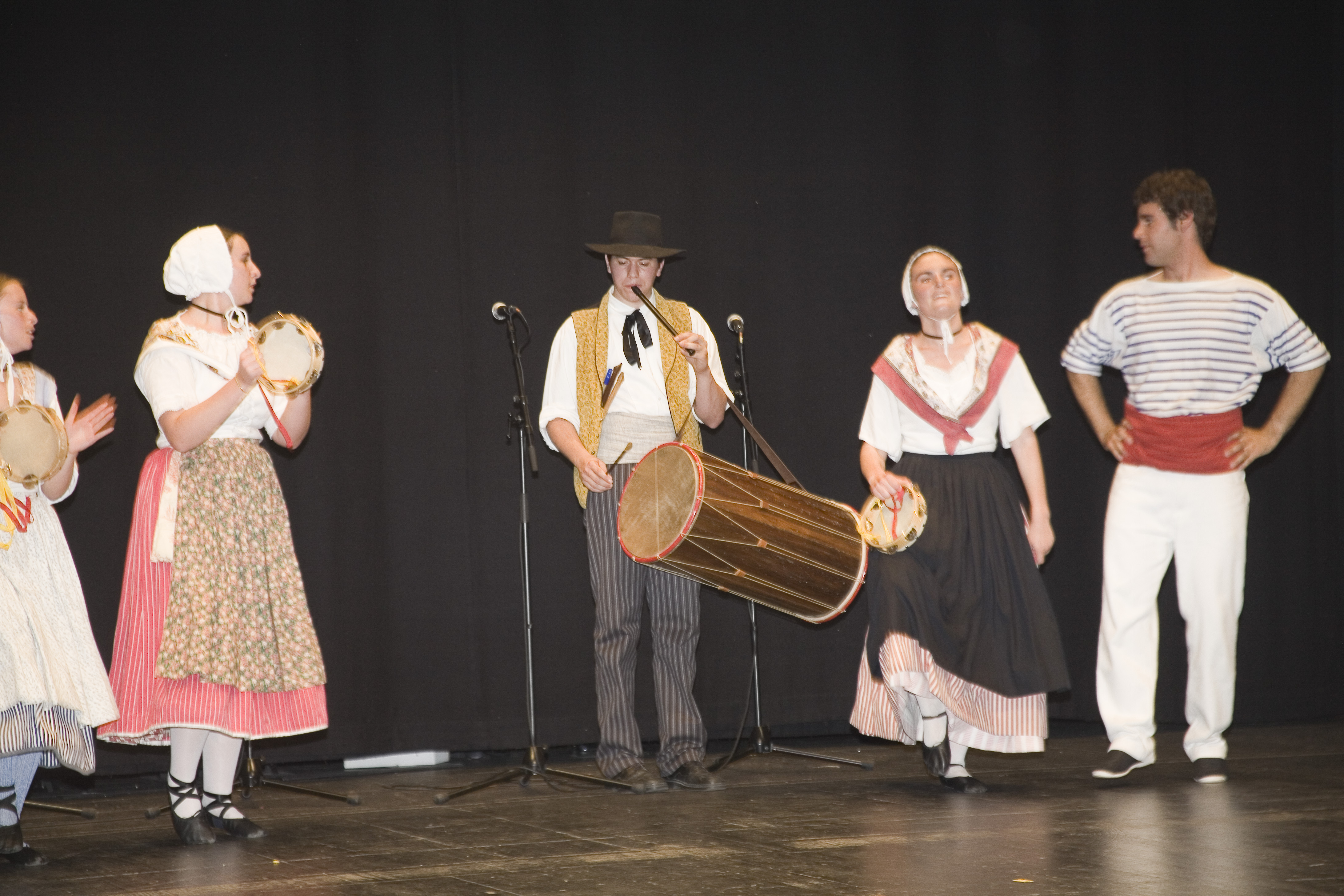

## Symbolisme chrétien
Saint Elme était le patron des pécheurs et jusqu'à la révolution, les marins marseillais placèrent leur corporation sur son vocable. Il était censé protéger tous les bâtiments allant sur mer du feu de Saint-Elme, un phénomène électrique qui annonce l'approche ou la fin d'une tempête.

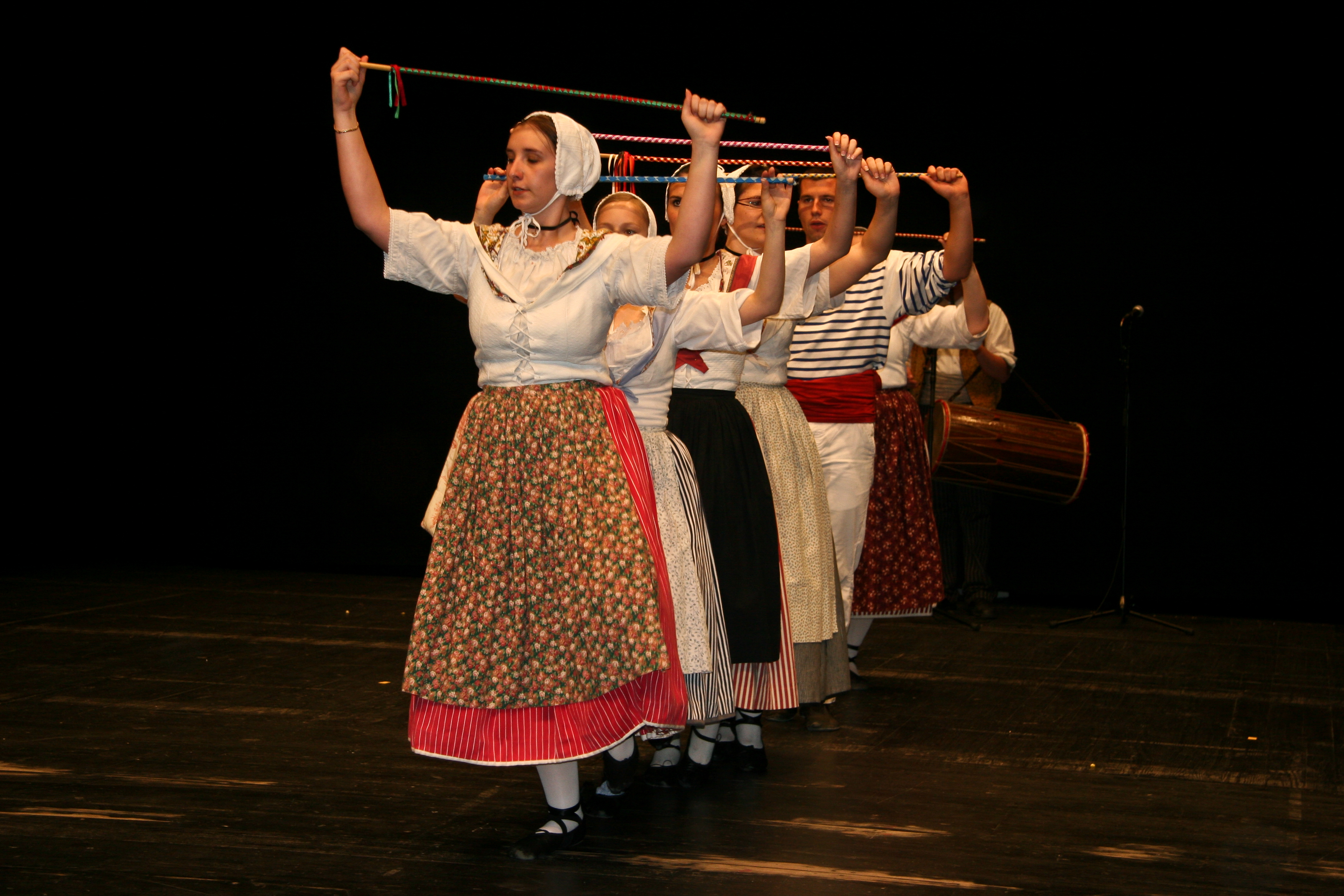
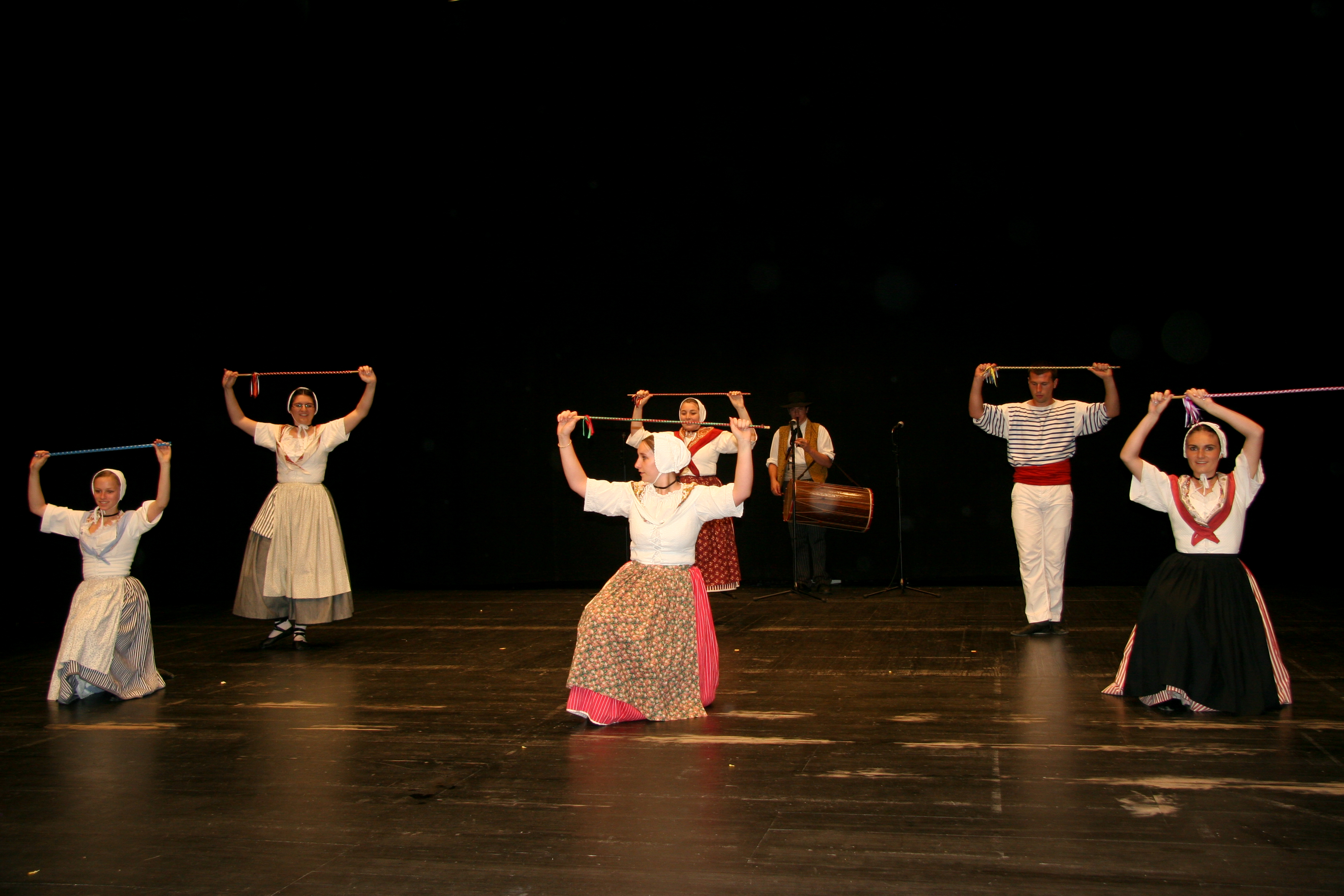
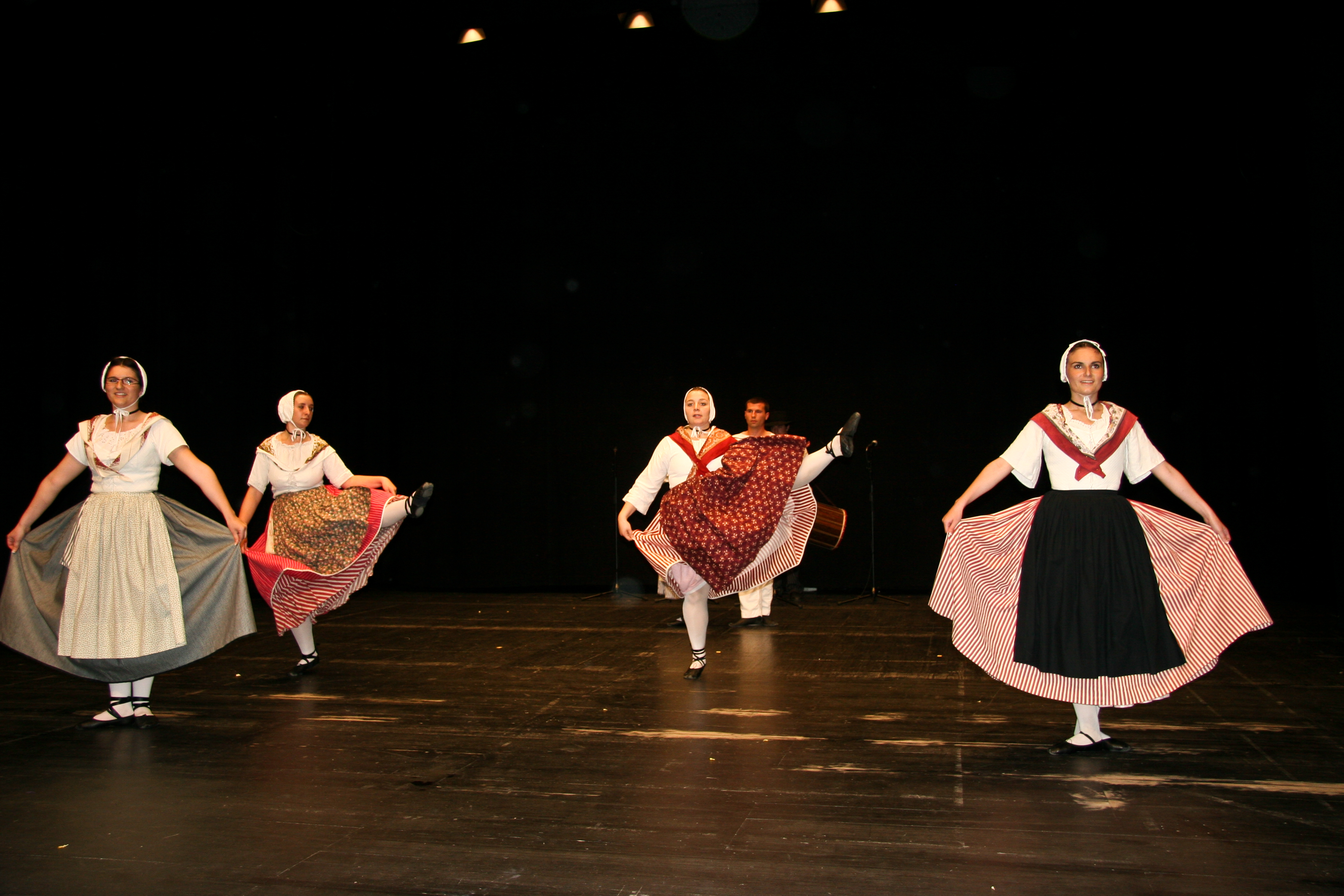
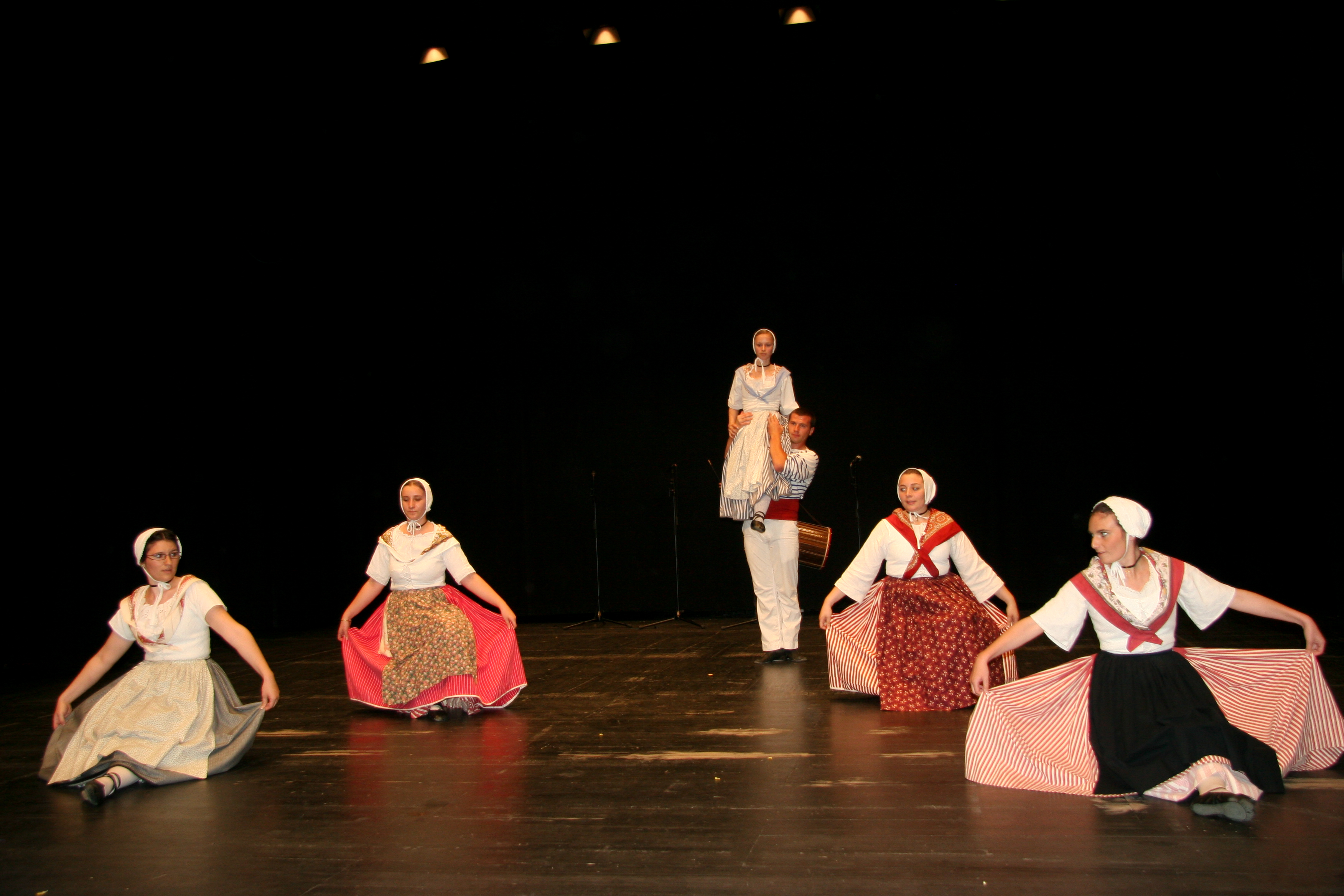

Placer sa barque sous la protection du saint était un jour de fête. Les marins, qui devaient embarquer, arrivaient dès l'aube, pour faire glisser leur barque sur terre ferme jusqu'à l'endroit choisi pour la cérémonie. Là, ils attendaient qu'arrive la procession portant la bannière de saint Elme.
Sur le rythme des tambourins et de bachas, danseuses et danseurs faisaient le tour du quartier précédés par chef de leur prud'homie. Puis ils exécutaient le branle autour du bateau en jetant des fleurs sur le pont. Leur danse finie, le prêtre donnait sa bénédiction. Ce n'est qu'ensuite que le patron régalait tout le monde lors d'un banquet où figuraient les tourtihado (gâteau à l'anis en forme de couronne). 

## Symbolisme païen

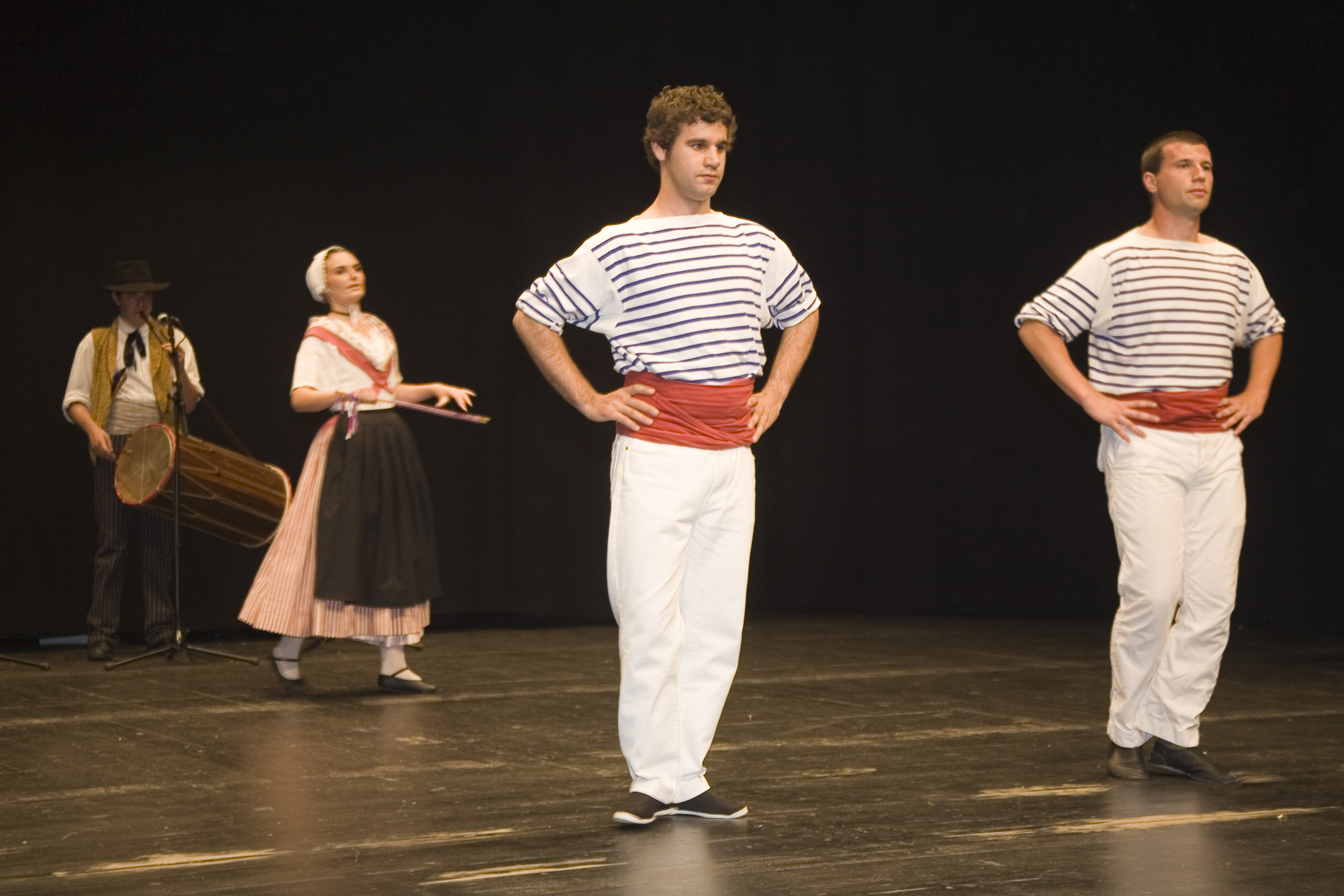
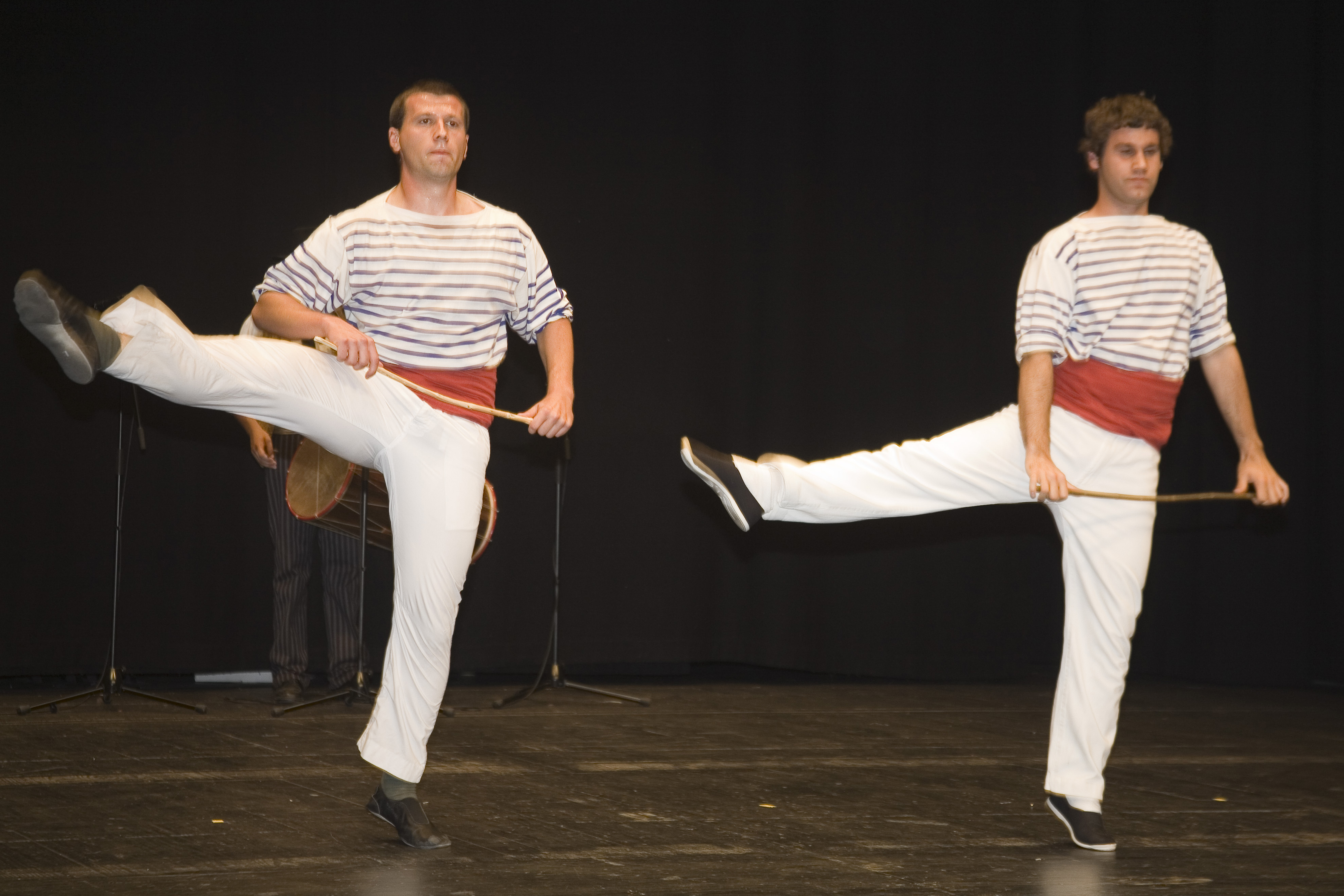
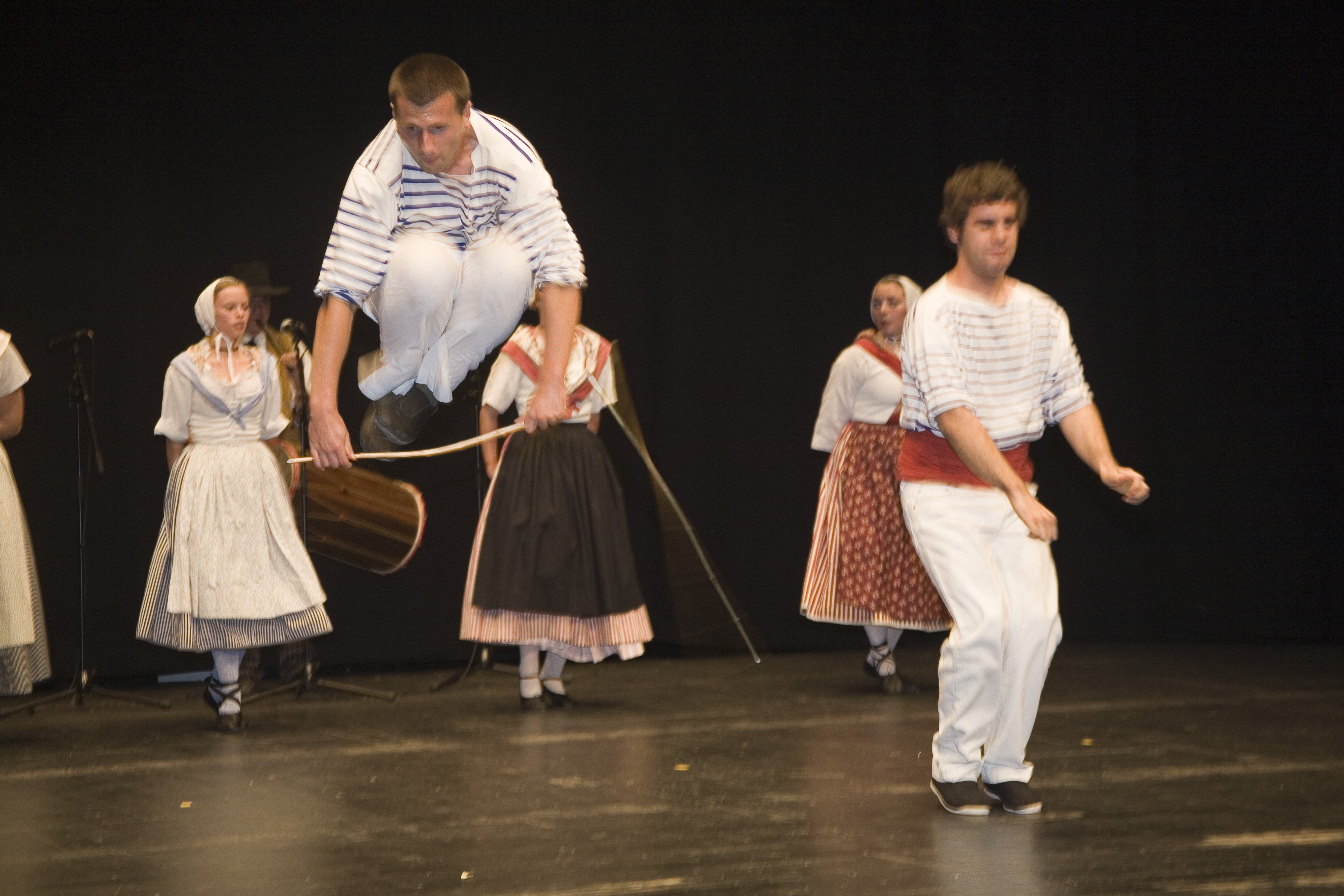

Danseuses et danseurs, au cours du branle, main dans la main, font cercle autour du bateau. Par ce symbole de l'encerclement, ils font de lui un objet sacré, le but de cette chaîne symbolique étant de l'envelopper d'une ambiance favorable et d'influences bénéfiques.
C'était une nécessité pour les marins qui s’apprêtaient à partir en mer avec la nouvelle embarcation. Leur danse n'avait qu'un but sacraliser leur embarcation en exécutant autour d'elle un enchaînement de pas très enlevé. Plusieurs autres rites symboliques ont été soulignés dans cette danse dont celui du mât, assimilé à un arbre cosmique, de la marche en serpent des danseurs, symbole de la fertilité, enfin le thème du fil.

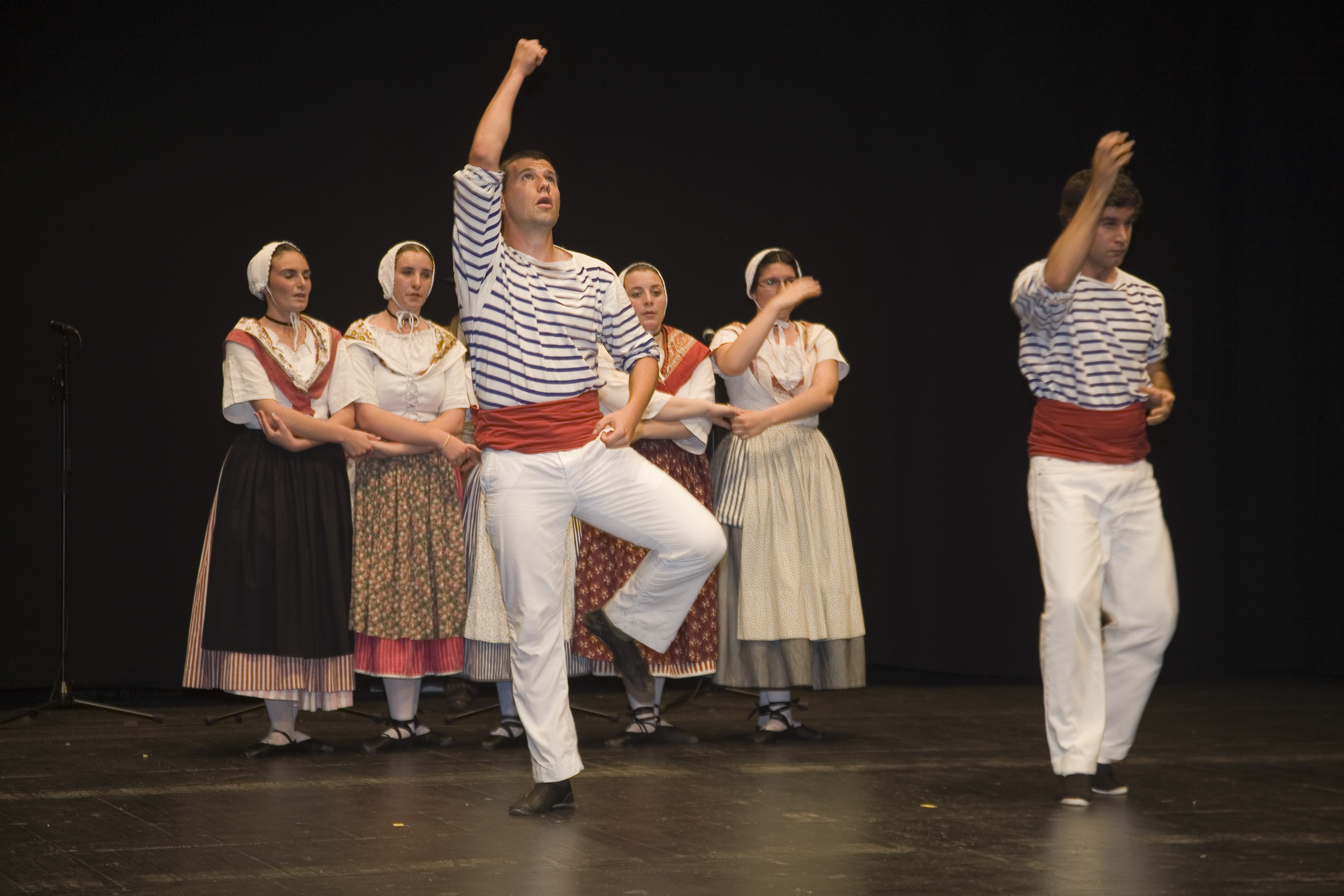
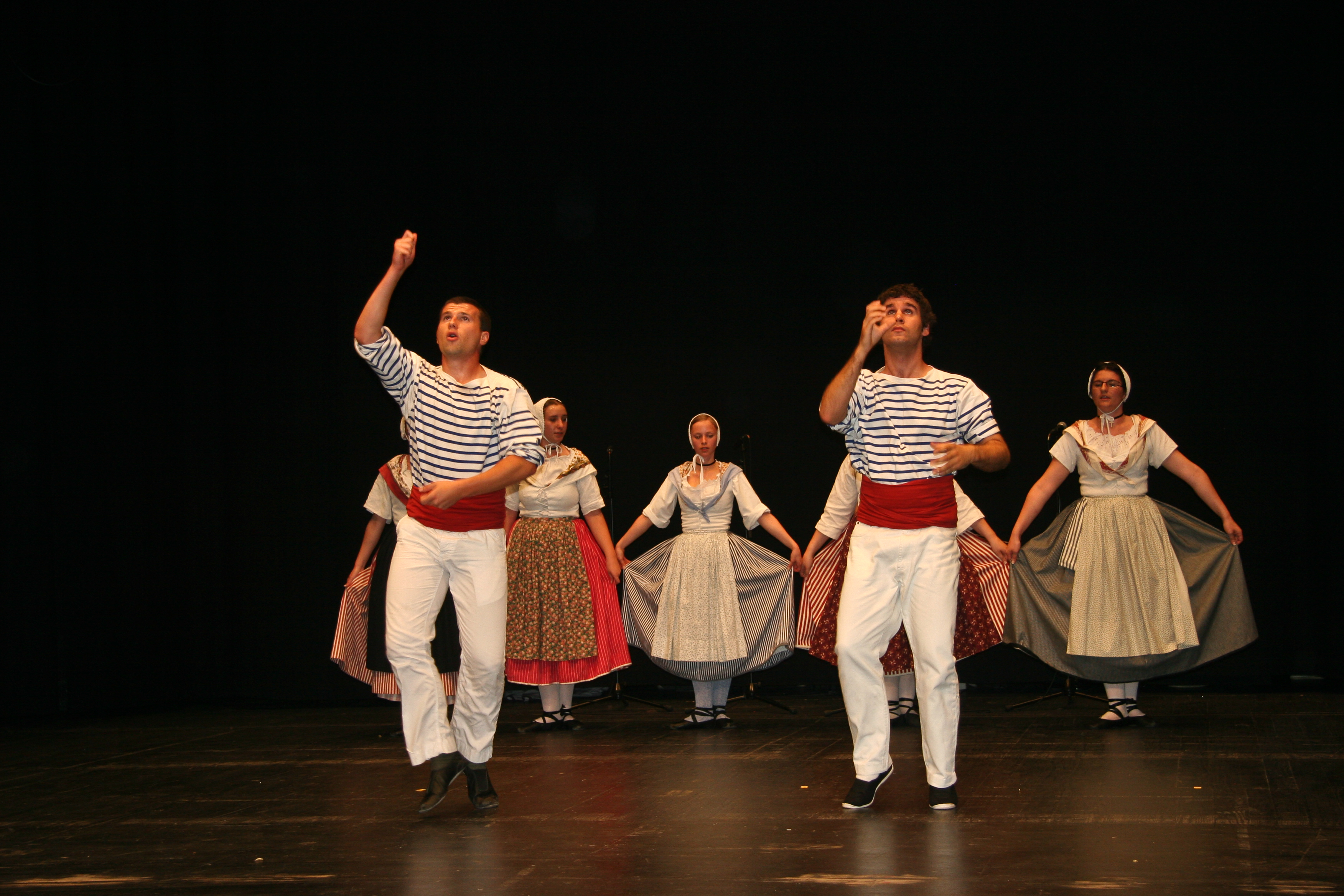
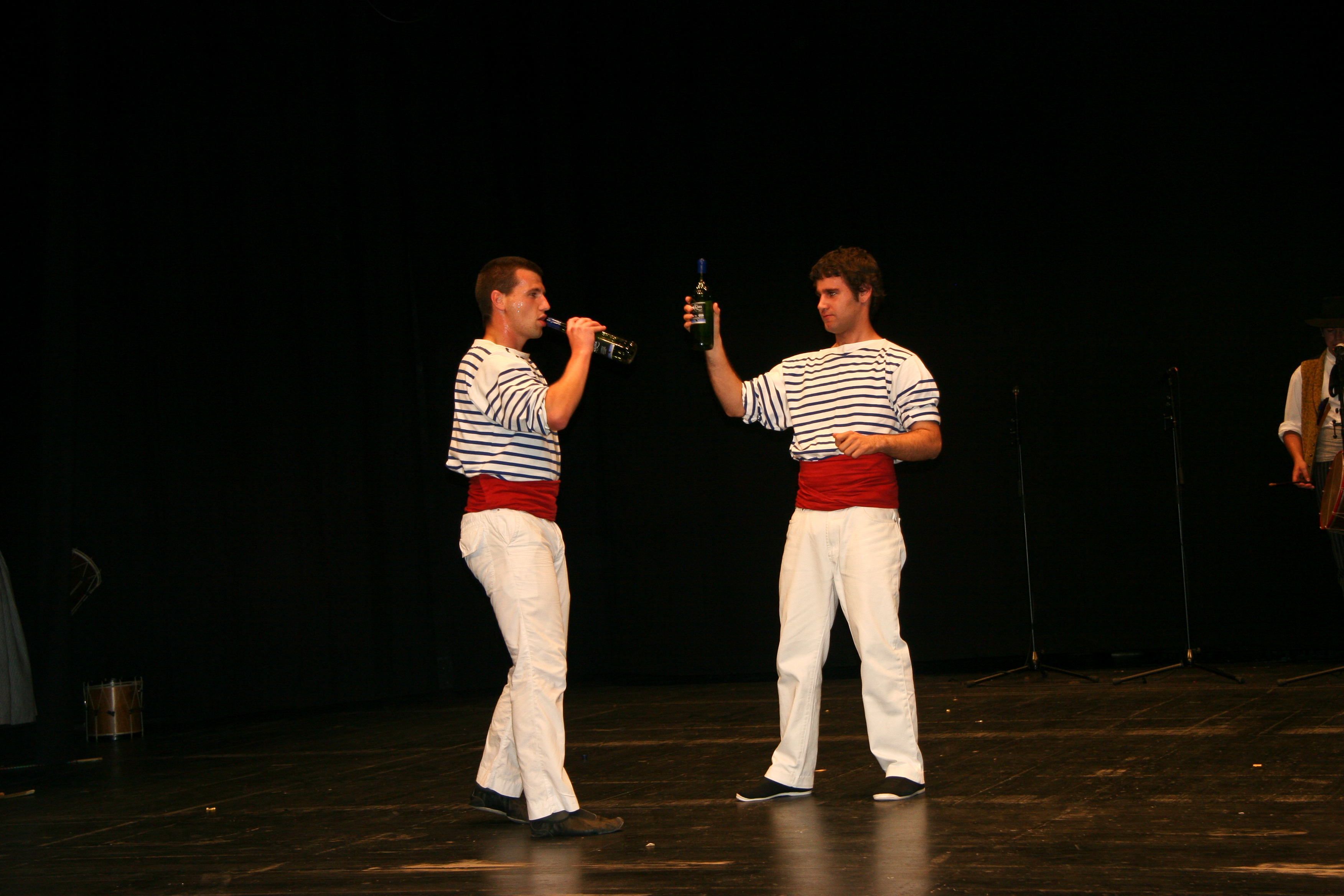

## Littérature
Frédéric Mistral, dans son poème Lo galerian, fait chanter  :
| Version provençale | Version française |
| --- | --- |
| Ieu ausi amont lo gau Que canta sus lo teume Adiéu patron Sigaud Lo brande de Sant-Eume Lo gau ò non lo gau Fasèm coma se l'è-è-ra Lanlira, lanlèra E vòga la galèra | J’entends là-haut le coq qui chante sur le tillac Adieu Patron Sigaud Le Branle de Saint Elme Le coq ou pas le coq Faisons comme si ça l’était Lanlire lanlère Et vogue la galère |